# علف جاروب (فیلم)
علف جاروب (لهستانی: Wrzos) یک فیلم ملودرام به کارگردانی یولیوش گاردان است که در سال ۱۹۳۸ منتشر شد.

## بازیگران
- استانیسواوا اینجل-انگلوونا
- فرانچیشک برادنیویچ
- میه‌چیسواف سیبولسکی
- میه‌چیسواوا چویکلینسکا
- استانیسواوا ویسوتسکا
- کاژیمیش یونوشا-استئوپوفسکی
- الکساندر زلوروویچ
- لیدیا ویسوتسکا
- یانینا یانتسکا
- ووادیسواف گرابوفسکی
- واندا یارشفسکا